# ميخائيل مارتن
ميخائيل مارتن (11 مايو 1926 في المملكة المتحدة - 27 أبريل 2011 في المملكة المتحدة)  (بالإنجليزية: Michael Martin)‏ هو لاعب كريكت بريطاني (وحمل سابقاً جنسية المملكة المتحدة لبريطانيا العظمى وأيرلندا). لعب مع Wiltshire County Cricket Club ‏.

## وصلات خارجية
- ميخائيل مارتن على موقع إي آس بي آن كريك إنفو (الإنجليزية)